# The 8-Year Engagement
Pour plus de détails, voir Fiche technique et Distribution.
The 8-Year Engagement (8年越しの花嫁, 8 nen-goshi no hanayome, litt. « fiancée pendant 8 ans ») est un film japonais réalisé par Takahisa Zeze, sorti en 2017.
Il s'agit d'une adaptation du roman autobiographique de Hisashi Nakahara et Mai Nakahara.

## Synopsis
Hisashi (Takeru Satoh) et Mai (Tao Tsuchiya) vont se marier dans 3 mois, mais Mai tombe malade et plonge dans le coma. Hisashi n'abandonne pas sa fiancée et prie pour son rétablissement. Finalement, Mai se réveille mais n'a plus aucun souvenir de Hisashi.

## Fiche technique
- Titre original : (8年越しの花嫁?)
- Titre : The 8-Year Engagement
- Réalisation : Takahisa Zeze
- Scénario : Yoshikazu Okada (ja), d'après le roman autobiographique de Hisashi Nakahara et Mai Nakahara, publié le 1er juillet 2015[1],[2].
- Photographie : Kōichi Saitō (en)
- Montage : Ryo Hayano
- Musique : Takatsugu Muramatsu
- Producteur : Daisuke Fukushima
- Société de distribution : Shōchiku
- Pays d'origine :  Japon
- Langue originale : japonais
- Format : couleur - 2,35:1 - 35 mm
- Genre : drame - romance
- Durée : 119 minutes[3]
- Date de sortie :
  - Japon : 16 décembre 2017[3]

## Distribution
- Takeru Satoh : Hisashi
- Tao Tsuchiya : Mai
- Hiroko Yakushimaru (en) : Hatsumi Nakahara
- Tetta Sugimoto (en) : Koji Nakahara

## Production
Le tournage se déroule du 8 janvier au 14 février 2017.